# هنري كوتارد
هنري كوتارد (27 أغسطس 1876 - 16 مارس 1950) كان أخصائي علاج إشعاعي فرنسي الأصل. عُرف بدراساته في العلاج الإشعاعي لسرطان الحنجرة وتطوير «طريقة التجزئة المديدة» لجرعات الإشعاع.
ولد كوتارد في مارول-لي-برولتز في إقليم سارت الفرنسي، التحق بكلية الطب في جامعة باريس وتخرج عام 1902. خدم في الجيش الفرنسي وعاش لعدة سنوات في جبال جورا قبل أن يعود إلى باريس لدراسة التطبيقات الطبية لعنصر الراديوم. خلال الحرب العالمية الأولى، عمل في إحدى وحدات الإسعاف الإشعاعي التي تشرف عليها الفيزيائية والكيميائية الفرنسية بولندية الأصل، ماري كوري. أصبح رئيس قسم الأشعة السينية في معهد الراديوم بجامعة باريس في عام 1919، حيث عمل بشكل وثيق مع كلوديوس ريجود وعلماء آخرين. أدى عمل كوتارد المبكر الذي أظهر فعالية تشعيع المرضى المصابين بسرطان الحنجرة إلى اعتماد العلاج الإشعاعي كمسار أساسي لعلاج السرطان. تشمل طريقة التجزئة المديدة فترات طويلة من التشعيع مطبقة على مدى عدة أسابيع.
في أواخر الثلاثينيات من القرن العشرين، انتقل كوتارد إلى الولايات المتحدة، حيث عمل أولًا في معهد كاليفورنيا للتقنية ثم في معهد شيكاغو للأورام. خلال هذا الوقت، رافق رائد الأعمال الأمريكي سبنسر بنروز إلى كولورادو سبرينغز لعلاج بنروز المصاب بسرطان المريء. بعد وفاة بنروز في عام 1939، تبرع بمعدات العلاج الإشعاعي الخاصة به إلى مستشفى بنروز وأصبح كوتارد معالجًا إشعاعيًا في عيادة بنروز للأورام المنشأة حديثًا. في العقد الأخير من حياته، أصبح بحث كوتارد غريب الأطوار. نشر أفرودة في عام 1949 تم تجاهلها إلى حد كبير من قبل المجلات المحترمة ومن قبل أقرانه. عانى من نزف مخي في ديسمبر عام 1949 وتوفي في مدينة لو مان بعد بضع أشهر.

## النشأة والتعليم
ولد هنري كوتارد في 27 أغسطس عام 1876 في مارول-لي-برولتز في إقليم سارت الفرنسي. كان والده، لويس كوتارد، مسؤولًا حكوميًا محليًا، وكانت والدته، ميلاني ماري جوزفين كوتارد (اسمها عند الولادة راغوت)، تبيع سلعًا مبتكرة. كان لديه أخ أكبر منه يُدعى لويس، وأخت صغرى تُدعى هيلين.
في عام 1887، التحق كوتارد في مدرسة ليسيه مونتسكيو [بالفرنسية]، وهي مدرسة داخلية حكومية في لو مان. حصل على باكالوغيا في الأدب عام 1893 وأخرى في الرياضيات في العام التالي. خلال هذا الوقت، حصل أيضًا على جائزة التميز في برامج مدرسته العسكرية والجمبازية. بعد المدرسة الثانوية، التحق بكلية الطب في جامعة باريس، إذ تدرب في المستشفيات الباريسية وأكمل فترة تدريب في نانت. قدم أطروحته للدكتوراه تحت عنوان «الآفات خارج الصفاق في المثانة والمستقيم والتي لوحظت في حالات كسر الحوض». لخصت ثماني حالات من الأدبيات وحالة واحدة من مرضاه السابقين. دافع عن أطروحته في 17 يوليو عام 1902.

## المهنة

### الخدمة العسكرية والاهتمام بالراديوم
بعد كلية الطب، التحق كوتارد كضابط طبي وقبطان في مجموعة صيادي جبال الألب، وهم قوة مشاة الجبل النخبة في الجيش الفرنسي. بعد إصابته بمرض السل الرئوي، انتقل إلى جبال جورا للشفاء، وخلال تلك الفترة، مارس الطب العام. في عام 1912، عاد إلى باريس بعد أن أصبح مهتمًا بالتطبيقات الطبية المحتملة للنشاط الإشعاعي. اكتُشف النشاط الإشعاعي لأول مرة في عنصر اليورانيوم بواسطة الفيزيائي هنري بيكريل في عام 1896، وعلى مدى السنوات العديدة التالية، اكتشف الباحثان الفرنسيان ماري وبيار كوري النشاط الإشعاعي لعناصر أخرى: الثوريوم والبولونيوم والراديوم. بدأ دراسة خصائص الراديوم في مختبر تجريبي شارك في تأسيسه الفيزيائي، جاك دان. تركزت أبحاث كوتارد على التطبيقات العلاجية للراديوم على الحيوانات، وعرض عمله في اجتماع عام 1912 للجمعية الفرنسية لتقدم العلوم.

### معهد الراديوم
في عام 1919، أصبح كوتارد رئيس قسم الأشعة السينية في معهد الراديوم التابع لجامعة باريس، حيث عمل مع علماء آخرين بما في ذلك ريغود وأنطوان لاكاساني. باستخدام وحدة مفردة للأشعة السينية في الطابق السفلي من المعهد، أجرى تجارب على الحيوانات، وقدم العلاج الإشعاعي للمرضى، وأجرى التصوير التشخيصي للبلعوم والحنجرة. في عمله المبكر خلال هذه الفترة، لاحظ تكرار انتكاس السرطان عندما لا يكون تشعيع الأورام كافيًا، بالإضافة إلى ضرورة تجنب التشعيع المفرط للعيون. كان يعتقد أن جرعة الإشعاع يجب أن تكون عالية بما يكفي لإحداث تفاعل واضح في الغشاء المخاطي، وصاغ مصطلح التهاب الظهارة الإشعاعي لوصف هذا التفاعل. في المؤتمر الدولي لعام 1921 لطب الأنف والأذن والحنجرة في باريس، قدم كوتارد بيانات حول ستة مرضى من الصابين بسرطان الحنجرة الذين عالجهم بالأشعة. لقي عمله استحسانًا، وبدأ الأطباء في اعتماد العلاج الإشعاعي كمسار أساسي لعلاج السرطان.

## الحياة الشخصية
تزوج كوتارد من آن ماري أديل روجييه في باريس في 25 مارس عام 1919، في نهاية الحرب العالمية الأولى. خلال الفترة التي قضاها في معهد الراديوم، عاشا في ضواحي باريس. بقيت آن ماري في باريس في أثناء عمل هنري في الولايات المتحدة، وتوفيت هناك جراء ابيضاض الدم عام 1940. بعد وفاتها، تزوج كوتارد من سوزان روزالي جورجيون (اسمها عند الولادة ماثوت)، وهي أرملة أحد مرضاه السابقين في فرنسا. انتقلت إلى كولورادو سبرينغز وعاشا على مسافة قريبة من عيادة بنروز للأورام. عندما تدهورت صحة سوزان في عام 1949، عادت إلى باريس لتعيش مع أطفالها من زواجها الأول؛ وتوفيت هناك في وقت لاحق من ذلك العام.

## الوفاة والإرث
في أواخر عام 1949، سافر كوتارد إلى محطة الراديوم في كوبنهاغن، حيث كان المخرج ينس نيلسن أحد أتباعه القلائل المتبقين. تعرض لنزف مخي في رحلته إلى فرنسا لزيارة عائلة أخته في ديسمبر عام 1949. بعد عدة أشهر من المرض، توفي كوتارد في منزل أخته في لو مان في 16 مارس عام 1950.
رغم أن تجارب كوتارد في السنوات الأخيرة اعتُبرت غير تقليدية من قبل أقرانه، ساعدت مساهماته السابقة في دفع العلاج الإشعاعي ليصبح علاجًا راسخًا للأفراد المصابين بالسرطان. وصف إي. آر. إن غريغ أهم مساهمة لكوتارد بأنها «تعليم جيل من أطباء الأشعة مراقبة مرضاهم بعناية وتسجيل المسار السريري للعلاج بكامل الدقة». أرست طريقة التجزئة المديدة لكوتارد الأساس لطرق تجزئة الجرعات الحديثة، ويُذكر أنه أول من قدم نتائج التصوير بالأشعة السينية للحنجرة. نشر خلال حياته نحو 35 ورقة بحثية بالإضافة إلى أفرودته التي كتبها عام 1949. سمى مسؤولو مسقط رأسه، مارول-لي-برولتز، لاحقًا ميدان بالقرب من وسط المدينة نسبةً إليه.